# Deborah Birx
Deborah Leah Birx (Carlisle, Pennsylvania, Estados Unidos, 4 de abril de 1956) es una médico y diplomática estadounidense que se desempeñó como miembro de la Comisión Especial de la Casa Blanca sobre el Coronavirus de la Casa Blanca bajo la presidencia de Donald Trump entre 2020 y 2021. Birx se especializa en inmunología del VIH/SIDA, investigación de vacunas y salud global. A partir de 2014, supervisó la implementación del programa del Plan de Emergencia del Presidente para el Alivio del SIDA (PEPFAR) para apoyar los programas de tratamiento y prevención del VIH/SIDA en 65 países. Entre 2014 y 2020, Birx fue la Coordinadora Mundial de Estados Unidos para el SIDA de los presidentes Barack Obama y Donald Trump, y ejerció como representante especial de Estados Unidos para la diplomacia sanitaria mundial entre 2015 y 2021. Birx formó parte del Grupo de Trabajo sobre Coronavirus de la Casa Blanca entre febrero de 2020 hasta enero de 2021. En marzo de 2021, Birx se unió a ActivePure Technology como asesor médico y científico en jefe.